# Teologia Moral (Ligório)
Teologia Moral (também conhecida como Theologia Moralis) é uma obra de nove volumes sobre teologia moral católica escrita entre 1748 e 1785 por Afonso de Ligório, um teólogo católico e Doutor da Igreja. Este trabalho não deve ser confundido com Theologia moralis universa ad mentem S. Alphonsi, um tratado do século XIX por Pietro Scavini escrito na tradição filosófica de Afonso de Ligório.

## Descrição
Nove edições de Teologia Moral foram publicadas durante a vida do autor, a primeira das quais foi lançada em 1748 e consistia em anotações em um tratado chamado Medulla Theologiae Moralis de Hermann Busenbaum, um teólogo jesuíta do século XVII. Após a oitava edição, em 1779, Afonso considerou sua obra definitiva e, em 1785, a nona edição finalizou o conteúdo do livro. Desde sua morte, muitas outras edições foram publicadas, incluindo uma edição em inglês parcialmente concluída da Mediatrix Press, cujo primeiro volume foi lançado em 2017.
O conteúdo de cada volume de Teologia Moral está amplamente listado abaixo:
- Volume 1: Prefácio ao discurso (dissertatio prolegomena), sobre a consciência, sobre as leis, sobre as virtudes teologais e sobre o primeiro mandamento
- Volume 2: Sobre os mandamentos II, III, IV, V, VI, IX e VII, sobre justiça e leis e sobre a restituição
- Volume 3: Sobre os contratos, sobre os mandamentos VIII, IX (novamente) e X, sobre os preceitos da igreja e sobre os preceitos do indivíduo
- Volume 4: Sobre as horas canônicas, sobre as ações humanas, sobre os pecados, sobre os sacramentos em geral e sobre o Baptismo e a Confirmação
- Volume 5: Sobre a Eucaristia, sobre o sacrifício da missa e sobre a Penitência
- Volume 6: Sobre a penitência (continuação), sobre a extrema unção, sobre as ordens sagradas e sobre o matrimônio
- Volume 7: Sobre o Matrimônio (continuação), e sobre julgamentos e irregularidades
- Volume 8: Sobre a prática de confissões, exame de ordenandos, resumo de doutrinas morais e cânones das obras de Bento XIV
- Volume 9: decretos episcopais, apêndices, índice geral

Edições de meados do século XIX e posteriores também podem incluir documentos introdutórios sobre a vida de Ligório, sua beatificação e canonização ou seu reconhecimento como Doutor da Igreja.